# Alessandro Piu
Alessandro Piu (Udine, 30 luglio 1996) è un calciatore italiano, attaccante del Sestri Levante.

## Caratteristiche tecniche
Seconda punta, dotato di buona agilità, può giocare anche come trequartista o ala sinistra.

## Carriera

### Club
Originario di Gonars, inizia a giocare a calcio nella squadra del proprio paese finché a 13 anni viene notato dagli osservatori dell'Empoli che ne acquisisce il cartellino. Nella stagione 2015-2016 viene inserito in prima squadra sotto la direzione dell'allenatore Giampaolo. Esordisce in Serie A il 24 settembre 2015, a 19 anni, giocando titolare nella partita persa contro l'Atalanta (0-1), venendo sostituito da Livaja all'inizio del secondo tempo. Chiude la prima stagione da professionista con 10 presenze nella massima serie.
Nell'estate 2016 viene ceduto in prestito allo Spezia in Serie B. Il 17 settembre 2016, alla 4ª giornata di campionato, realizza il suo primo gol in carriera nella partita vinta 2-1 contro la Pro Vercelli al Picco.
Tornato a Empoli, contribuisce alla vittoria del campionato di Serie B 2017-2018 con 13 presenze e 1 gol, pur essendo frenato da qualche infortunio.
Il 10 luglio 2018 viene ceduto in prestito al Carpi. Fatto ritorno all'Empoli, nel gennaio del 2019 passa in prestito per sei mesi alla Pistoiese.
Il 21 agosto del 2019 passa a titolo definitivo all'Arezzo.
Il 6 agosto 2021, firma per la Pro Patria. Segna la sua prima rete con la maglia biancoblù nella gara contro il Legnago, dando la vittoria ai tigrotti in trasferta. Nella partita contro la Giana Erminio, vinta per 5-1 dalla Pro Patria, realizza una tripletta.
Il 3 febbraio 2025 viene acquistato dal Sestri Levante.

### Nazionale
Tra le nazionali giovanili è stato impiegato con l'Under-17, l'Under-18, l'Under-19 e l'Under-20.
Esordisce con la Nazionale Under-21 il 13 novembre 2015, entrando al posto di Cerri al minuto 74º della partita di qualificazione Serbia-Italia (1-1) disputata a Novi Sad.

## Statistiche

### Presenze e reti nei club
Statistiche aggiornate al 17 maggio 2025.
| Stagione            | Squadra             | Campionato          | Campionato | Campionato | Coppe nazionali | Coppe nazionali | Coppe nazionali | Coppe continentali | Coppe continentali | Coppe continentali | Altre coppe | Altre coppe | Altre coppe | Totale | Totale |
| Stagione            | Squadra             | Comp                | Pres       | Reti       | Comp            | Pres            | Reti            | Comp               | Pres               | Reti               | Comp        | Pres        | Reti        | Pres   | Reti   |
| ------------------- | ------------------- | ------------------- | ---------- | ---------- | --------------- | --------------- | --------------- | ------------------ | ------------------ | ------------------ | ----------- | ----------- | ----------- | ------ | ------ |
| 2015-2016           | Empoli              | A                   | 10         | 0          | CI              | 0               | 0               | -                  | -                  | -                  | -           | -           | -           | 10     | 0      |
| 2016-2017           | Spezia              | B                   | 21         | 3          | CI              | 2               | 0               | -                  | -                  | -                  | -           | -           | -           | 23     | 3      |
| 2017-2018           | Empoli              | B                   | 13         | 1          | CI              | 1               | 1               | -                  | -                  | -                  | -           | -           | -           | 14     | 2      |
| Totale Empoli       | Totale Empoli       | Totale Empoli       | 23         | 1          |                 | 1               | 1               |                    | -                  | -                  |             | -           | -           | 24     | 2      |
| 2018-gen. 2019      | Carpi               | B                   | 2          | 0          | CI              | 1               | 0               | -                  | -                  | -                  | -           | -           | -           | 3      | 0      |
| gen.-giu. 2019      | Pistoiese           | C                   | 14         | 1          | CI-C            | 0               | 0               | -                  | -                  | -                  | -           | -           | -           | 14     | 1      |
| 2019-2020           | Arezzo              | C                   | 22         | 0          | CI+CI-C         | 0+1             | 0               | -                  | -                  | -                  | -           | -           | -           | 23     | 0      |
| 2020-2021           | Arezzo              | C                   | 18         | 3          | CI              | 1               | 0               | -                  | -                  | -                  | -           | -           | -           | 19     | 3      |
| Totale Arezzo       | Totale Arezzo       | Totale Arezzo       | 40         | 3          |                 | 2               | 0               |                    | -                  | -                  |             | -           | -           | 42     | 3      |
| 2021-2022           | Pro Patria          | C                   | 30         | 9          | CI-C            | 1               | 0               | -                  | -                  | -                  | -           | -           | -           | 31     | 9      |
| 2022-2023           | Pro Patria          | C                   | 35         | 6          | CI-C            | 2               | 0               | -                  | -                  | -                  | -           | -           | -           | 37     | 6      |
| Totale Pro Patria   | Totale Pro Patria   | Totale Pro Patria   | 65         | 15         |                 | 3               | 0               |                    | -                  | -                  |             | -           | -           | 68     | 15     |
| 2023-2024           | Pergolettese        | C                   | 19         | 3          | CI-C            | 0               | 0               | -                  | -                  | -                  | -           | -           | -           | 19     | 3      |
| 2024-feb. 2025      | Pergolettese        | C                   | 11         | 0          | CI-C            | 1               | 0               | -                  | -                  | -                  | -           | -           | -           | 12     | 0      |
| Totale Pergolettese | Totale Pergolettese | Totale Pergolettese | 30         | 3          |                 | 1               | 0               |                    | -                  | -                  |             | -           | -           | 31     | 3      |
| feb.-giu. 2025      | Sestri Levante      | C                   | 10+1       | 1          | CI-C            | 0               | 0               | -                  | -                  | -                  | -           | -           | -           | 11     | 1      |
| Totale carriera     | Totale carriera     | Totale carriera     | 204        | 26         |                 | 10              | 1               |                    | -                  | -                  |             | -           | -           | 214    | 27     |

### Cronologia presenze e reti in nazionale
| Cronologia completa delle presenze e delle reti in nazionale ― Italia under 21 | Cronologia completa delle presenze e delle reti in nazionale ― Italia under 21 | Cronologia completa delle presenze e delle reti in nazionale ― Italia under 21 | Cronologia completa delle presenze e delle reti in nazionale ― Italia under 21 | Cronologia completa delle presenze e delle reti in nazionale ― Italia under 21 | Cronologia completa delle presenze e delle reti in nazionale ― Italia under 21 | Cronologia completa delle presenze e delle reti in nazionale ― Italia under 21 | Cronologia completa delle presenze e delle reti in nazionale ― Italia under 21 |
| Data                                                                           | Città                                                                          | In casa                                                                        | Risultato                                                                      | Ospiti                                                                         | Competizione                                                                   | Reti                                                                           | Note                                                                           |
| ------------------------------------------------------------------------------ | ------------------------------------------------------------------------------ | ------------------------------------------------------------------------------ | ------------------------------------------------------------------------------ | ------------------------------------------------------------------------------ | ------------------------------------------------------------------------------ | ------------------------------------------------------------------------------ | ------------------------------------------------------------------------------ |
| 13-11-2015                                                                     | Novi Sad                                                                       | Serbia under 21                                                                | 1 – 1                                                                          | Italia under 21                                                                | Qual. Europeo Under-21 2017                                                    | -                                                                              | 74’                                                                            |
| Totale                                                                         |                                                                                | Presenze                                                                       | 1                                                                              |                                                                                | Reti                                                                           | 0                                                                              |                                                                                |

## Palmarès

### Club

#### Competizioni nazionali
- Campionato italiano di Serie B: 1

Empoli: 2017-2018